# 從今以後的Someday/Wonder zone
《從今以後的Someday/Wonder zone》（日语：これからのSomeday/Wonder zone）是μ's的雙A面单曲，2013年3月6日由Lantis發行。

## 概要
電視動畫《Love Live!》插曲第2彈。是第首張μ's全員參加的電視動畫插曲單曲。包裝畫於3月3日公開。
初回生產版隨機附送了9種「μ's的偶活！理想約會計畫卡」中的1張。
本單曲於2013年3月18日獲得Oricon週榜第7位，刷新了《Love Live!》相關CD的週榜記錄。
宣傳語是「有想要大家一起實現的……未來！」（みんなで叶えたい…ミライがある！）。

## 評價
CD雜誌給予同名曲「以輕快的樂團聲響爲基調，可愛的裝飾音增添了奇幻電影般華彩」的肯定評價，並稱兩曲歌詞是「畑亞貴歌詞世界希望滿溢的可愛樣子」。

## 收錄曲目
- CD

全作詞：畑亞貴
1. （從今以後的Someday）
  - 作曲：yozuca*，編曲：lotta
  - TV動畫第1期第6話插曲
  - 表演服裝設計參考了《愛麗絲夢遊仙境》：
    - 瘋帽子：高坂穗乃果、西木野真姬、（絢瀨繪里、東條希）
    - 愛麗絲：南小鳥、小泉花陽、矢澤日香
    - 白兔：園田海未
    - 柴郡貓：星空凜

  - 原先設定並無絢瀨繪里、東條希兩人的表演服裝，直到《Love Live! 學園偶像祭》中正式追加相關服裝的卡。
2. Wonder zone
  - 作曲、編曲：佐佐倉有吾（日语：佐々倉有吾）
  - TV動畫第1期第9話插曲
  - 以南小鳥為center的一首樂曲，動畫中使用小鳥獨唱版本，CD為全員歌唱版本。
  - 作詞者畑亞貴說這是她作詞中最辛苦的一首，因為了表達出屬於小鳥的那種感覺她思考了很久。
  - 動畫中設定作詞者為南小鳥。
3. (Off Vocal)
4. Wonder zone (Off Vocal)

## 專辑收錄
| 曲名        | 專輯                                       | 發售日        | 備考   |
| ----------- | ------------------------------------------ | ------------- | ------ |
|             | 《μ's Best Album Best Live! Collection Ⅱ》 | 2015年5月27日 | 精選輯 |
| Wonder zone | 《μ's Best Album Best Live! Collection Ⅱ》 | 2015年5月27日 | 精選輯 |